# Equação integral de Fredholm
Em matemática, a equação integral de Fredholm é uma equação integral cuja solução origina a teoria de Fredholm, o estudo dos núcleos de Fredholm e operadores de Fredholm. A equação integral foi estudada por Erik Ivar Fredholm.

## Equação do primeiro tipo
Equações integrais, de modo geral, são comuns e aparecem de diferentes formas (Fourier, Laplace, Hankel, etc.). Elas diferem entre si em seus núcleos (definido a seguir). O que distingue as equações integrais de Fredholm é que elas são equações integrais nas quais os limites de integração são constantes. Isto é o contrário das equações integrais de Volterra.
Uma equação integral de Fredholm homogênea do primeiro tipo é escrita como
{\displaystyle g(t)=\int _{a}^{b}K(t,s)f(s)\,ds},
e o problema é, dado o núcleo contínuo K(t,s) e a função g(t), determinar a função f(s).
Se o núcleo é uma função somente da diferença de seus argumentos, ou seja, {\displaystyle K(t,s)=K(t-s)}, e os limites de integração são {\displaystyle \pm \infty }, então o lado direito da equação pode ser reescrito como uma convolução das funções K e f, e portanto a solução é dada por
{\displaystyle f(t)={\mathcal {F}}_{\omega }^{-1}\left[{{\mathcal {F}}_{t}[g(t)](\omega ) \over {\mathcal {F}}_{t}[K(t)](\omega )}\right]=\int _{-\infty }^{\infty }{{\mathcal {F}}_{t}[g(t)](\omega ) \over {\mathcal {F}}_{t}[K(t)](\omega )}e^{2\pi i\omega t}d\omega }
onde {\displaystyle {\mathcal {F}}_{t}} e {\displaystyle {\mathcal {F}}_{\omega }^{-1}} são as transformadas de Fourier direta e inversa, respectivamente.

## Equação do segundo tipo
Uma equação integral de Fredholm não-homogênea do segundo tipo é dada por
{\displaystyle f(t)=\phi (t)+\lambda \int _{a}^{b}K(t,s)\phi (s)\,ds.}.
Dado o núcleo K(t,s) e a função {\displaystyle f(t)}, o problema é determinar a função {\displaystyle \phi (t)}. Um procedimento padrão para resolver este problema é usar o formalismo resolvente; expressa como uma série, a solução é conhecida como série de Liouville-Neumann.

## Teoria geral
A teoria geral subjacente às equações de Fredholm é conhecida como teoria de Fredholm. Um dos principais resultados é que o núcleo K é um operador compacto, conhecido como operador de Fredholm. A condição de ser compacto pode ser mostrada invocando equicontinuidade. Como operador, ele tem uma teoria espectral que pode ser entendida em termos de um espectro discreto de autovalores que tendem a zero.

## Applicações
As equações de Fredholm surgem naturalmente na teoria de processamento de sinais, mais notadamente no famoso problema de concentração espectral popularizado por David Slepian. Em mecânica computacional, formam a base do método dos elementos de contorno.

## Refereências
- Integral Equations at EqWorld: The World of Mathematical Equations.
- A.D. Polyanin and A.V. Manzhirov, Handbook of Integral Equations, CRC Press, Boca Raton, 1998. ISBN 0-8493-2876-4
- Khvedelidze, B.V.; Litvinov, G.L. (2001), "Fredholm kernel", in Hazewinkel, Michiel, Encyclopaedia of Mathematics, Springer, ISBN 978-1556080104
- F. J. Simons, M. A. Wieczorek and F. A. Dahlen. Spatiospectral concentration on a sphere. SIAM Review, 2006, doi:10.1137/S0036144504445765
- D. Slepian, "Some comments on Fourier Analysis, uncertainty and modeling", SIAM Review, 1983, Vol. 25, No. 3,  379-393.